# Holotrichia sharpi
Holotrichia sharpi är en skalbaggsart som beskrevs av Brenske 1892. Holotrichia sharpi ingår i släktet Holotrichia och familjen Melolonthidae. Inga underarter finns listade i Catalogue of Life.